# Cabana Ull de la Garona
La cabana d'Ull de la Garona (en occità Cabana Uelh deth Garona) és un refugi de muntanya dins el municipi de Naut Aran (Vall d'Aran) a 1.867 m d'altitud i situat a l'entrada del Pla de Beret i molt a prop del naixement del riu la Garona.